# Aircraft Industries
Aircraft Industries (раніше Strojírny první pětiletky і Let) — чеський (раніше чехословацький) виробник літаків, що базується в місті Куновиці. Найбільш відомий у світі виробництвом літаків L-410 Turbolet, яких виготовили понад 1200 одиниць, і планерів L-13 Blaník. Компанія входить до чеського холдингу Omnipol. Окрім авіаційного виробництва, компанія керує шостим за величиною аеропортом у Чехії та утримує приватну школу пілотів.

## Історія

### Чехословаччина
Будівництво нового заводу холдингом Škoda розпочалося 1936 року. До і під час війни недобудований завод функціонував як ремонтна майстерня. Після війни завод націоналізовано й відбудовано у 1950—1953 роках. З 1957 по 1967 рік завод мав назву «Машинні цехи першої п'ятирічки» (чеськ. Strojírny první pětiletky), а в 1967 році повернувся до своєї початкової назви «Let». Тут випускалися багатоцільові літаки Aero Ae-45 і Aero Ae 145, а з 1953 року —  ліцензовані радянські навчально-тренувальні літаки Яковлєва Як-11 (під позначенням С-11, навчальний тип під позначенням С-11У).
1957 року розпочалася розробка легкого багатоцільового та спортивного літака L-200 Morava, а через чотири роки — успішного сільськогосподарського літака Zlín Z-37 Čmelák. Тут також випускали навчально-тренувальний літак Aero L-29 Delfin.
Протягом багатьох років компанія розробляла та виробляла багато типів планерів — Zlin Z-124 Galánka, LF-109 Pionýr тощо. Найуспішнішими були L-13 Blaník, Let L-23 Super Blaník і сучасний планер Let L-33 Solo.
Протягом 1960-х років тут був розроблений 19-місний турбогвинтовий літак L-410 Turbolet, який виробляється досі. Цей тип зазнав багато вдосконалень і модернізацій: L-410 UVP-E20 і L-420 окремо сертифіковані EASA і FAA.

### Чехія
Перші десятиліття після розпаду Чехословаччини і СРСР були важкими для компанії. Вона втратила основні ринки збуту своєї продукції в країнах колишнього соцтабору, що негативно вплинуло на фінансові результати компанії. Вперше компанія перебувала під загрозою банкрутства між 1995 і 1997 роками, але тоді її вдалося врятувати. Наступна криза була 2000 року і цього разу компанію визнали банкрутом. Відтак завод придбала компанія Moravan Otrokovice, яка включила його до нової компанії Letecké Závody. Своєю чергою Letecké Závody оголошено банкрутом 2004 року. 2005 року активи збанкрутілої компанії придбала Aircraft Industries. 2008 року 51 % частки Aircraft Industries продали російській УГМК, а вже 2012 року й решта 49 % акцій перейшли у власність росіян. У травні 2022 року, після початку повномасштабного російського вторгнення на Україну, компанію викупив чеський аерокосмічний холдинг Omnipol.

## Галерея
|             |
| L-13 Blaník |

|              |
| L-200 Morava |

|                                |
| L-410 авіакомпанії Air Polonia |

|                               |
| L-410 збройних сил Словаччини |

|                   |
| L-23 Super Blanik |

|           |
| L-33 Solo |

|                                            |
| Прототип найбільшого літака компанії L-610 |

|                                       |
| L-410 NG, найновіша модифікація L-410 |